# Otto Diederich Wilhelm von Schlütter
Otto Diederich Wilhelm von Schlütter (* 15. April 1710; † 14. Dezember 1786 in Stade) war ein deutscher Jurist aus dem hannoveranischen Adelsgeschlecht von Schlütter.
Schlütters Eltern waren der Generalmajor Johann Christian von Schlütter (15. Januar 1655–2. August 1731) und Anna Sabina, geborene von Klinggräff (6. November 1672–2. November 1714).
Er war Justiz- und Konsistorialrat der Justizkanzlei Stade sowie Hofgerichtsassessor am Hofgericht Stade. 1781 wurde er zum Vizedirektor ernannt und war von 1784 bis zu seinem Tode als Direktor der Justizkanzlei und des Hofgerichts tätig. 
Am 28. Oktober 1748 heiratete er Cornelia Charlotta von Skölln (1733–1800), mit der er die Kinder Johann Julius Conrad  (25. Juli 1749–11. April 1827), Joachim Christoph Gerlach (* 14. August 1750), Friedrich Wilhelm Carl (* 11. Januar 1752), Carl Christian Wilhelm (7. Oktober 1753–1793), Ehrengard Hedewig (30. Juli 1755–9. November 1755), Georg Diederich (18. Mai 1757–23. Februar 1758) und Wilhelmine Auguste Eleonore (* 9. August 1759) hatte.